# Викулов, Владимир Иванович
Влади́мир Ива́нович Вику́лов (20 июля 1946, Москва — 9 августа 2013, Москва) — советский хоккеист, нападающий команды ЦСКА (1964—1979) и сборной СССР (1965—1977). Заслуженный мастер спорта СССР (1967). Двукратный олимпийский чемпион (1968, 1972). Семикратный чемпион мира, призер 1972 года. Двенадцатикратный чемпион СССР, четырежды призер. Участник суперсерии СССР – Канада 1972 года. Участник Кубка Канады 1976 года. 

## Биография
В хоккей с шайбой начал играть в детско-юношеской школе ЦСКА в 1961 году, когда ему едва исполнилось 15 лет, а уже через три года, в 1964-м, по предложению Анатолия Тарасова был принят в команду мастеров.
В 1964—1979 в ЦСКА, в 1979 — в СКА (Ленинград).
В 1965—1977 годах входил в состав сборной команды СССР.
Викулова часто называли «самым хитрым» нападающим советского хоккея. Ходы и действия Викулова на поле были необычно острыми и всегда совершенно неожиданными для соперника. Викулова называли «Кудесник шайбы». Владимир Викулов был многолетним партнёром Анатолия Фирсова, выступал в знаменитой тройке: Викулов — Полупанов — Фирсов, был задействован во втором варианте тарасовской «Системы», где Рагулин играл защитником, Цыганков и Фирсов — полузащитниками, а пару нападающих вместе с Викуловым составил Харламов. На излёте спортивной карьеры выступал «дядькой-наставником» в звене с молодыми Виктором Жлуктовым и Борисом Александровым. Член КПСС с 1971 года.
В 1979 году ушел из ЦСКА, недолго выступал за ленинградский СКА. Стал работать в спортшколе ЦСКА. Своих воспитанников Викулов неоднократно приводил к победам на юношеских и молодежных чемпионатах Союза. Под его руководством Юниорская сборная СССР по хоккею с шайбой завоевала серебро  чемпионата Европы в 1985 году.
Окончил Московский областной институт физической культуры (1976).
Похоронен в Москве на Троекуровском кладбище, участок 8а.

## Достижения
- Чемпион Олимпийских игр 1968 и 1972 годов.
- Чемпион мира 1966—1971 и 1975. Серебряный призёр ЧМ 1972. В турнирах ЗОИ и ЧМ — 75 матчей, 53 гола.
- Участник Кубка Канады 1976 (4 матча, 4 гола). Участник суперсерии СССР — Канада 1972 года и суперсерии СССР — Канада 1974 года.
- Чемпион СССР 1964—1966, 1968, 1970—1973, 1975, 1977—1979. Второй призёр чемпионатов СССР 1967, 1969, 1974, 1976. В чемпионатах СССР Викулов провёл 520 матчей, забросил 283 шайбы.
- Обладатель Кубка СССР 1966—1969.
- Обладатель хоккейного приза «Три бомбардира»: 1971/1972 (Викулов — Фирсов — Харламов).
- Награждён орденом «Знак Почёта» (03.03.1972) и медалью «За трудовую доблесть» (24.07.1968).